# Райки (Роздільнянський район)
Райки́ — село в Україні, у Новоборисівській сільській громаді Роздільнянського району Одеської області. Населення становить 108 осіб.
До 17 липня 2020 року було підпорядковане Великомихайлівському району, який був ліквідований.

## Населення
Згідно з переписом 1989 року населення села становило 95 осіб, з яких 46 чоловіків та 49 жінок.
За переписом населення 2001 року в селі мешкало 108 осіб.

### Мова
Розподіл населення за рідною мовою за даними перепису 2001 року:
| Мова       | Чисельність | Відсоток |
| ---------- | ----------- | -------- |
| українська | 95          | 87,96%   |
| російська  | 6           | 5,56%    |
| румунська  | 6           | 5,56%    |
| циганська  | 1           | 0,92%    |
| Усього     | 108         | 100%     |